# Vimaladharmasuriya I.

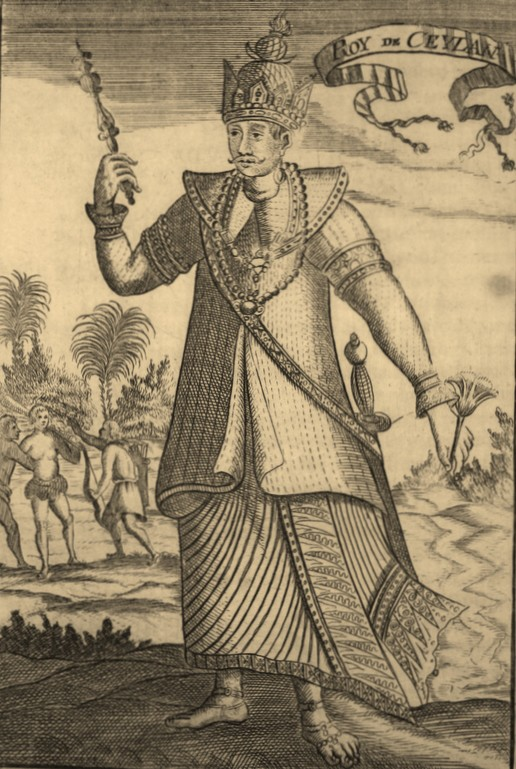
Bild von Vimaladharmasūriya I.

Vimaladharmasūriya I. (singhalesisch පළමුවන විමලධර්මසූරිය රජ, Tamil முதலாம் விமலதர்மசூரியன், reg. 1592–1604, gest. 1604) war König des Königreichs Kandy von 1590 bis 1604. Er erwarb einen Ruf als erfolgreicher Stratege, indem es ihm zwei Mal gelang, erfolgreich portugiesische Offensiven gegen Kandy abzuwehren: die Campanha do Danture 1594 und die Schlacht von Balana 1602, in denen beide Male die Portugiesen erniedrigend geschlagen wurden.

## Name
Vimaladharmasuriya I. wird in verschiedenen Quellen mit vier verschiedenen Namen geführt. Rajavaliya erwähnt den Namen Konappu Bandara und bezeichnet ihn als Sohn eines Häuptlings von Kandy, Virasundara Mudiyanse von Peradeniya. Berichte der frühen holländischen Besucher Sebald de Veert and Joris van Spilbergen nennen ihn Dom João de Áustria. Joao Rebeiro benennt einen Don Juan Appuhamy, einen Soldaten, der ausgesandt wurde um das Königreich Kandy von Konnapu Bandara zu erobern. Historiker haben darauf hingewiesen, dass zwischen 1604 und 1617 kaum Information über das Königreich Kandy erhältlich ist. Daher ist es auch gut möglich, dass mehrere Personen von späteren Historikern durcheinandergebracht wurden. Wie aus einer Urkunde hervorgeht, die er dem Kommandanten der Campanha do Danture übergab, war der Name seiner Mutter „Kosbokke Gedara Vimalu“, nach der er seinen eigenen Namen Vimaladharmasuriya erhielt.

## Leben

### Jugend
Vimaladharmasuriya I, führte wohl vor seinem Herrschaftsantritt den Namen „Konappu Banḍāra“. Er war der Sohn von Galagoda Weerasundara Bandara (Veerasundara Bandara / Virasundara Mudiyanse), einem Aristokraten von Hatara kōrale („Vier Distrikte“, ein Gebiet, das sich heute ungefähr mit dem Gebiet Kegalle deckt).
Rajasinghe I. (පළමුවන රාජසිංහ) drang 1582 ins Königreich Kandy ein mit Hilfe von Weerasundara Bandara und stürzte den Herrscher Karalliyadde Bandara. Im Laufe der Invasion gelang es Karaliyadde Bandara jedoch mit seiner Frau, seiner jüngeren Tochter Kusumasana Devi und seinem Neffen Yamasinghe Bandara aus Kandy zu fliehen. Der Herrscher und seine Frau starben unterwegs, sein Neffe und die Tochter erreichten jedoch das portugiesische Fort bei Mannar. Rajasinghe I. machte Weerasundara Bandara zum Regenten von Kandy, wurde jedoch bald argwöhnisch und stellte ihm eine Falle. Rajasinghe ließ Weerasundara Bandara nach Seethawaka kommen, wo er ihn ermordete. Banḍāra floh daraufhin nach Colombo (Portugiesisch-Indien). Er wurde von den Portugiesen nach Goa geschickt, wo er zum katholischen Glauben konvertierte und als Dom João de Áustria auftrat. Dort lernte er wohl auch die Kampftechniken der Portugiesen kennen.
Rajasinghe ernannte in der Zwischenzeit Nikapitiye Bandara zum Regenten von Kandy. Dieser galt als grausamer Herrscher.

### Regierungszeit

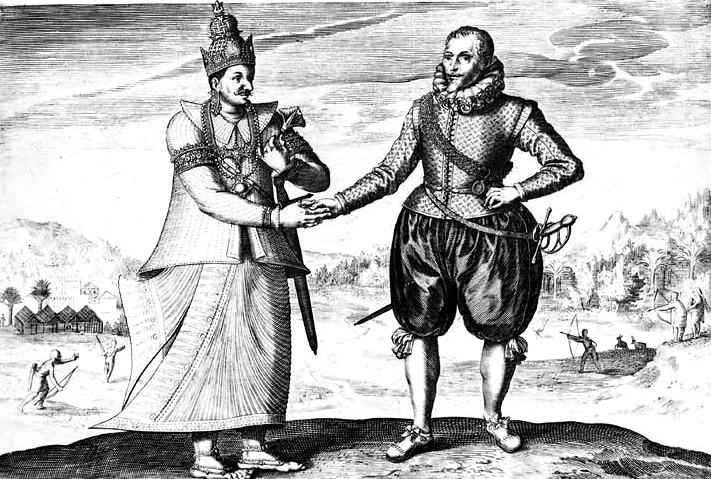
Vimaladharmasuriya trifft den holländischen Entdecker Joris van Spilbergen, 1602.

1594 heiratete Dom João de Áustria die Prinzessin Kusmasana Devi, die, als Doña Catherina, als rechtmäßige Erbin des Thrones von den Portugiesen dargestellt wurde, und wurde als König ausgerufen. Einige Zeit nach seinem Regierungsantritt bot der holländische Entdecker Joris van Spilbergen eine Allianz an um die Portugiesen zu vertreiben. Aufgrund der Verhandlungen wurde Sebald de Weert offiziell von Admiral Wybrand van Warwijck angewiesen einen gemeinsamen Angriff gegen die Portugiesen vorzubereiten. Die Allianz führte jedoch zu einem Desaster, da die Holländer während einem Gelage anfingen zu randalieren. Laut François Valentijn beleidigte De Weert die Königin und De Weert und alle 47 Begleiter wurden daraufhin getötet. Eine Allianz wurde erst 1612 wieder möglich, als ein neuer Gesandter, Marcellus de Boschouwer, einen Vertrag mit Senarat von Kandy abschloss, der letztlich zur Vertreibung der Portugiesen von der Insel führte und ein Jahrhundert der Holländischen Herrschaft begründete, bis die Briten die Insel übernahmen.
Vimaladharmasuriya widerrief das Christentum und wandte sich dem Buddhismus zu. Daraufhin ließ er einen zweistöckigen Schrein in der Nähe seines Palastes bauen, um in seiner Hauptstadt Kandy ein Heiligtum anzulegen. In den Tempel (Sri Dalada Maligawa) wurde die Zahnreliquie des Buddha gebracht. Vimaladharmasuriya gilt als zweiter Gründer des Königreichs Kandy und seine Herrschaft führte noch einmal zu einer Renaissance.

## Buddhismus
Zur Zeit des Machtantritts von Vimaladharmasuriya war der Buddhismus fast von der Insel Sri Lanka verschwunden. Der König erfuhr, dass es keine ordinierten Buddhistischen Bhikkhus mehr gab und sandte daraufhin einen seiner Minister nach Lower Burma (အောက်မြန်မာပြည်) um Buddhismus nach Kandy zurückzuholen. In dieser Zeit war die Zahnreliquie des Buddha im Tempel Delgamuwa Raja Maha Vihara (දෙල්ගමුව රජ මහා විහාරය) im Distrikt Sabaragamuwa versteckt. Neben dem neuen Zahntempel ließ der König in seinem Herrschaftsbereich zahlreiche weitere Tempel anlegen.